# 塔爾湖
塔爾湖鎮位於中華人民共和國內蒙古自治區西部富饒的河套平原，巴彦淖尔市五原县境内。北倚陰山山脈，南臨黃河，一馬平川，土地富饒，湖泊眾多。